# Mild ale
Le birre Mild ale sono uno stile di birra che appartiene alla famiglia delle ale. Le caratteristiche preminenti sono date dall'essere leggera di struttura (mild, in inglese, significa "blando"), con basso tenore alcolico, avere un sapore leggermente maltato e poco amaro, con accenni di frutta.

## Diffusione
La mild ale è uno stile birrario diffuso in particolar modo in Galles e veniva consumato prevalentemente dalla working class. Ha vantato un particolare successo tra i minatori della regione.

## Esempi di Mild ale
- Banks's Original
- Brains Dark (3.5%)
- Cains Dark Mild
- Highgate Mild
- Holt's Mild
- Greene King XX Mild (3%)
- Sarah Hughes Dark Ruby Mild
- Tetley's Mild (3.3%)
- Theakston's Mild (3.5%)
- Thwaites Dark Mild
- Timothy Taylor's Golden Best (3.5%)
- Timothy Taylor's Dark Mild